# Корнелій Янсен
Корне́лій Янсе́н (лат. Cornelius Otto Jansenius; 28 жовтня 1585, Аквай — 6 травня 1638, Іпр) — голландський єпископ, засновник католицького богословського вчення, відомого як янсенізм.
Навчався в Парижі та Левені (Лувені), де в 1617 році очолив новий католицький коледж.
У 1630 він став професором богослов'я в Лувені. У 1636 — Янсен став єпископом Іпрським Католицької Церкви.
В Іпрі завершив твір: «Augustinus, sive doctrina S-ti Augustini de humanae naturae sanitatae, aegritudine, medicina etc.». У цій книзі Янсен виставляв філософію Аристотеля винуватицею пелагіянської єресі й стверджував, абсолютно в дусі Августина, що людська природа порочна, що свободи волі не існує, що порятунок людини залежить не від діл його, а від іскупительної сили божественної благодаті, що врятуються тільки ті, які визначені до спасіння.
Янсен притримувався поглядів щодо догмату про напередвизначення, схожих з Жаном Кальвіном. До його послідовників належить французький вчений й філософ Блез Паскаль.
За життя Янсен у своїх творах полемізував з єзуїтами, а 1635 року опублікував памфлет «Mars Gallicus», де осуджував кардинала Рішельє за підтримку протестантів під час Тридцятирічної війни.
Учення Янсена, викладене в його книзі про Авґустина, стало основою янсенізму.
У 1653 році янсенізм засудив папа Інокентій X.

## Праці
- Augustinus, sive doctrina Sti. Augustini de humanae naturae sanitate, aegritudine, medicina adversus pelagianos et massilienses. 3 томи. Löwen 1640. Репринт: Minerva, Frankfurt a. Main 1964